# La vergine nel ghiaccio
La vergine nel ghiaccio (The Virgin in the Ice) è un giallo storico di ambientazione medievale scritto dall'autrice britannica Ellis Peters. Si tratta del sesto romanzo in cui indaga il monaco benedettino Fratello Cadfael. Pubblicato per la prima volta in lingua originale nel 1982 è arrivato nelle librerie italiane nel 1993, tradotto da Elsa Pelitti.

## Trama
La storia ha inizio a Shrewsbury nel novembre 1139, poche settimane dopo la conclusione del precedente romanzo. Prosegue la guerra civile che sta dilaniando l'Inghilterra ed è per questo motivo che nell'abbazia dei Santi Pietro e Paolo si riversano i profughi provenienti dalla città di Worcester. Questa è stata assediata, presa e poi saccheggiata dalle forze di Robert di Gloucester, fratello illegittimo dell'imperatrice Maud.
L'ultimo giorno del mese arriva all'abbazia il sottopriore del monastero benedettino di Worcester per chiedere aiuto nel ritrovamento dei due nobili fratelli Hugonin, fuggiti prima della presa della città: lady Ermina, una fanciulla caparbia di appena 18 anni e Yves, il fratellino di tredici anni. Ad accompagnarli c'è sorella Hilaria, una giovane monaca benedettina di circa venticinque anni, appartenente al monastero di Worcester. Il sottopriore informa i monaci di Shrewsbury che appena alcuni giorni dopo la fuga, il loro tutore, Laurence d'Angers, è tornato dalla Palestina e si è unito ai sostenitori dell'imperatrice Maud. Egli così non può cercare i suoi protetti nelle terre controllate dagli uomini fedeli a re Stefano, perlomeno non senza un salvacondotto.
L'indomani il sottopriore e alcuni monaci di Shrewsbury si recano quindi dallo sceriffo affinché dia una mano nelle ricerche e per chiedergli un salvacondotto per Laurence d'Angers. Lo sceriffo non concede il salvacondotto, considerandolo pericoloso per i sostenitori di re Stefano, ma emana un proclama che fa ricercare i due fratelli e la monaca in tutta la contea dello Shropshire.
Il 5 dicembre, con un tempo inclemente e delle temperature molto rigide, giunge all'abbazia un messaggero proveniente dal priorato di Bromfield (a sud-est di Shrewsbury, nei pressi di Ludlow). Egli chiede aiuto all'abate e a fratello Cadfael, che è erborista, affinché tenti di salvare la vita a un uomo aggredito nella notte e lasciato per morto nelle vicinanze del priorato. L'abate è subito pronto a fornire l'aiuto di fratello Cadfael e gli consente di prendere uno dei loro migliori cavalli per raggiungere Bromfield nel minor tempo possibile.
Giunto in soccorso alla vittima, pestata a sangue e accoltellata, fratello Cadfael è presto in grado di migliorarne le condizioni ed è fiducioso che faccia una pronta guarigione. Nei deliri del suo sonno agitato il giovane paziente, un monaco benedettino che era stato aggredito lasciando Bromfield, nomina più volte un ragazzo e una ragazza. Dalle parole pronunciate, Cadfael ritiene che potrebbe trattarsi degli Hugonin. Il paziente, nel sonno, ripete che i due giovani tentavano di arrivare a Godstoke, nonostante il freddo e la neve. 
Piuttosto sicuro della traccia, fratello Cadfael fa avvertire lo sceriffo della contea e, appena ritiene di poter lasciare il suo paziente per alcune ore, si reca perciò a Godstoke, ma lì non hanno informazioni che lo possano aiutare. Decide poi di tornare a Bromfield per una scorciatoia in mezzo alla foresta ed è lungo il sentiero, nella casa di un contadino, che trova il giovane Yves, ma della sorella non c'è traccia.  Proseguendo sulla via del ritorno con il ragazzo, i due devono attraversare un torrente ghiacciato. È proprio lì che Cadfael intravede il cadavere di una ragazza sotto l'acqua ghiacciata e, temendo si tratti di lady Ermina, prosegue fino al priorato senza rivelare a Yves quello che ha visto.
Appena giunti a Bromfield, rimangono stupiti nel vedere che Hugh Beringar, il vicesceriffo amico di Cadfael, si trova già lì con parte della sua guarnigione. Beringar è piacevolmente sorpreso di vedere che è stato ritrovato uno degli Hugonin, ma si accorge subito del volto grave del suo amico. Cadfael gli rivela, in privato, quello che ha visto nel torrente ed entrambi si apprestano l'indomani a recuperare il corpo dalla sua bara di ghiaccio.
Una volta recuperata la salma e riportatala al priorato, Cadfael l'osserva attentamente mentre il ghiaccio, pian piano, si scioglie. Non ci mette molto ad accorgersi che la giovane donna quasi sicuramente non è lady Ermina Hugonin. Ne ha la conferma quando Yves la identifica come sorella Hilaria.
Da quel giorno in avanti le ricerche di Hugh Beringar e di fratello Cadfael sono volte alla ricerca di Lady Ermina e dell'assassino. Tuttavia procedono a rilento, perché un male, figlio del periodo di anarchia e di guerra, ha preso piede nella zona di Ludlow: ogni giorno vengono ritrovati fattorie e villaggi depredati da un nutrito gruppo di ladri e assassini che all'alba scompare in un covo segreto.
È proprio sul luogo di una di queste scorrerie che Hugh e Cadfael vengono a sapere che un uomo, che si finge contadino, sta facendo delle ricerche sui giovani Hugonin. In seguito il monaco benedettino scopre che quel giovane si chiama Olivier de Bretagne ed è uno scudiero di Laurence d'Angers. Egli, pur conscio del pericolo di trovarsi lì senza salvacondotto, è determinato a portare i due ragazzi dal loro tutore.
Alla fine Beringar e Fratello Cadfael riescono a scoprire la verità e ad aiutare coloro che hanno subito furti e angherie, ponendo fine al regno di terrore del gruppo di predoni, nonché ad arrestare il colpevole dell'omicidio e a riunire i due fratelli. Yves e Lady Ermina partono poi segretamente con Olivier de Bretagne verso la residenza del loro tutore.

## Adattamento televisivo
Nella serie televisiva britannica Cadfael – I misteri dell’abbazia, prodotta dalla ITV, ogni episodio è la trasposizione di uno dei romanzi che hanno come protagonista il monaco benedettino.  La vergine nel ghiaccio è stato adattato come primo episodio della seconda stagione.

## Edizioni italiane
- Ellis Peters, La vergine nel ghiaccio, traduzione di Elsa Pelitti, copertina di Gabriella Sequeri, Milano, TEA, 1993, ISBN 88-7819-313-5.
- Ellis Peters, La vergine nel ghiaccio, traduzione di Elsa Pelitti, XIII ristampa, Milano, TEA, 2011,  p. 236, ISBN 978-88-502-2464-7.